# Favela

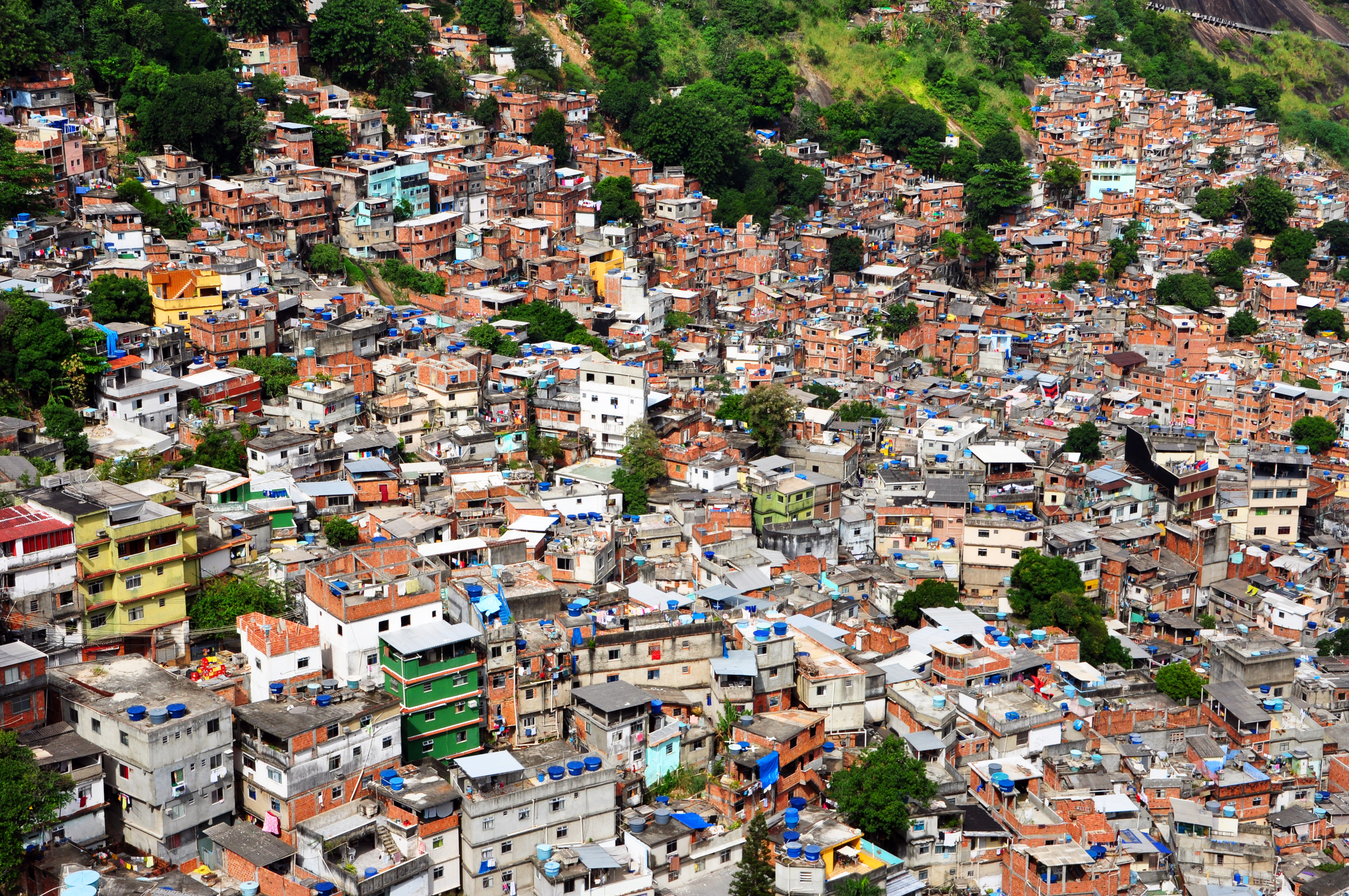
Rocinha, a Rio de Janeiro, amb una població de 69.161 habitants és la favela més gran del Brasil.

Favela és el nom donat al Brasil als assentaments precaris o informals que creixen al voltant o dins mateix de les ciutats grans del país. Aquest terme portuguès és molt usat al Brasil, amb el significat de barri de barraques, mentre que a la resta del món s'empra per referir-se específicament a aquests assentaments al Brasil.
Des dels moviments socials brasilers, sovint s'ha considerat que la permanència d'aquests assentaments de barraques és causada per la desatenció de l'administració a l'hora d'implementar-hi equipaments i serveis bàsics per a la població resident, sumada a la creixent militarització basada en la «guerra contra les drogues».

## Etimologia
El mot portuguès favela correspon al nom vulgar de l'espècie Cnidoscolus quercifolius, un vegetal que produeix fruits similars a les faves. Durant la guerra de Canudos (Bahia), entre 1896 i 1897, es va construir una ciutadella en un lloc d'aquella localitat conegut com Morro das Favelas (turó de les favelas), on abundaven aquestes plantes. En acabada la guerra, els soldats que tornaren a Rio de Janeiro van establir-se en barraques improvisades al Morro da Providência, lloc que començaren a anomenar Morro da Favela, en record del seu destí a Canudos.